# Manihot tomentosa
Manihot tomentosa är en törelväxtart som beskrevs av Johann Baptist Emanuel Pohl. Manihot tomentosa ingår i släktet Manihot och familjen törelväxter.

## Underarter
Arten delas in i följande underarter:
- M. t. araliifolia
- M. t. tomentosa